# Rua 15 de Novembro (São Paulo)
A Rua XV de Novembro, também conhecida como Rua 15 de Novembro, é um logradouro da região central da cidade de São Paulo, Brasil. Hoje é totalmente pavimentada, sendo destinada exclusivamente à circulação de pedestres. É nela que se encontra a Bolsa de Valores de São Paulo.
Nos arredores da via estão situados alguns dos ícones mais importantes da cidade, como: o Pátio do Colégio, Catedral da Sé, Edifício Altino Arantes, Edifício Martinelli, Vale do Anhangabaú, Parque Dom Pedro II, etc.

## História

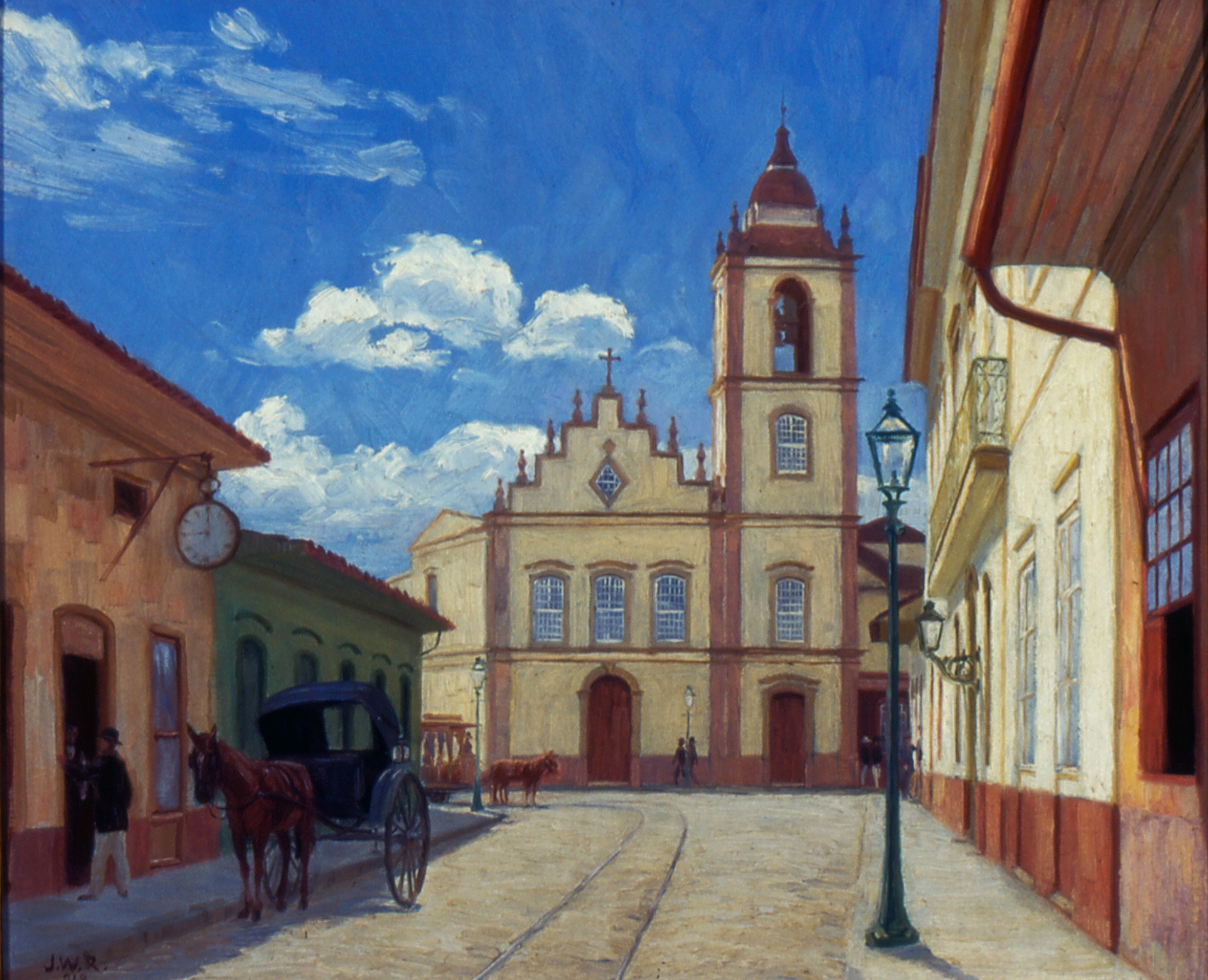
Antiga Rua do Rosário (Rua XV de Novembro) em 1918. José Wasth Rodrigues, óleo sobre tela, Museu Paulista da USP.

Esta rua teve sua origem como uma ligação entre o Pátio do Colégio e o Largo de São Bento, no início da urbanização da cidade de São Paulo. Durante o século XVII foi documentada como Rua de Manuel Paes Linhares. No século seguinte ganhou o nome de Rua do Rosário, em função da Igreja Nossa Senhora do Rosário dos Homens Pretos. Já no século XIX teve seu nome novamente alterado, desta vez para Rua da Imperatriz em homenagem à família Imperial que visitava a cidade à época, permanecendo assim até a Proclamação da República, quando ganhou o nome atual, em referência à data em que tal evento ocorreu.

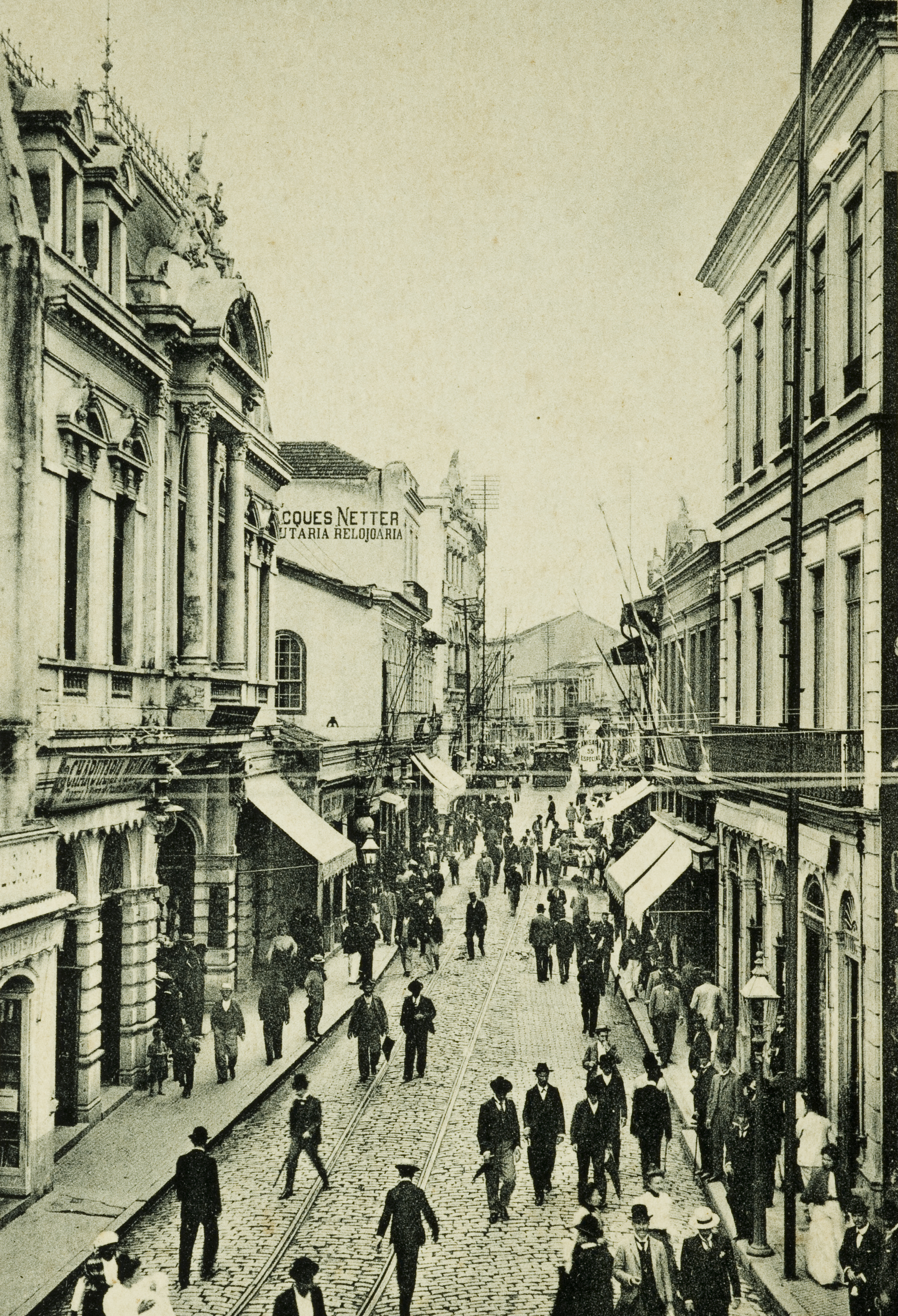
Rua 15 de Novembro no início do século XX, por Guilherme Gaensly.

No início do século XX era considerada a rua mais chique da cidade, onde se localizavam os principais bancos, além do comércio e cafés mais sofisticados. Nesta época formava, em conjunto com as ruas Direita e São Bento, o que ficou conhecido como triângulo e que era o coração da cidade. Era nesta região onde estavam os principais bancos, comércios, redações de jornais, hotéis, restaurantes, teatros, charutarias e por onde passavam políticos, jornalistas homens de negócio, estrangeiros e mulheres bonitas.